# Gruppo Sportivo Modena 1943-1944
Questa voce raccoglie le informazioni riguardanti il Gruppo Sportivo Modena nelle competizioni ufficiali della stagione 1943-1944.

## Rosa
| N. |                    | Ruolo | Calciatore          |
| -- | ------------------ | ----- | ------------------- |
|    | Uruguay (bandiera) | A     | Raúl Banfi          |
|    | Italia (bandiera)  |       | Dino Bedoni         |
|    | Italia (bandiera)  | A     | Enzo Bellini        |
|    | Italia (bandiera)  | D     | Renato Braglia      |
|    | Italia (bandiera)  | C     | Spartaco Bulgarelli |
|    | Italia (bandiera)  | C     | Astro Galli         |
|    | Italia (bandiera)  |       | Davide Goldoni      |
|    | Italia (bandiera)  | A     | Evaristo Malavasi   |
|    | Italia (bandiera)  | C     | Alfredo Mazzoni     |

| N. |                   | Ruolo | Calciatore         |
| -- | ----------------- | ----- | ------------------ |
|    | Italia (bandiera) | C     | Maino Neri         |
|    | Italia (bandiera) | C     | Gisleno Santunione |
|    | Italia (bandiera) | D     | Duilio Setti       |
|    | Italia (bandiera) | P     | Porthus Silingardi |
|    | Italia (bandiera) | D     | Lidio Stefanini    |
|    | Italia (bandiera) | C     | Luigi Uneddu       |
|    | Italia (bandiera) | A     | Otello Zironi      |
|    | Italia (bandiera) | A     | Walter Zironi      |